# جورج دبلیو. کمپبل
جورج دبلیو. کمپبل (به انگلیسی: George Washington Campbell) سناتور سابق عضو حزب دموکرات-جمهوری‌خواه بود. وی در سال ۱۸۱۱ تا ۱۸۱۴ و ۱۸۱۵ تا ۱۸۱۸ میلادی سناتور ایالت تنسی در سنای ایالات متحده آمریکا بود.